# Dubinné
Dubinné (in ungherese Tölgyed, in tedesco Eichendorf) è un comune della Slovacchia facente parte del distretto di Bardejov, nella regione di Prešov.

## Storia
Il villaggio viene citato per la prima volta nel 1327 come possedimento della Signoria di Kurima, che lo cedette, nel 1352 ai Cudar signori di Makovica. Fu incendiato durante le guerre che insanguinarono la regione nel XV secolo.